# Kicks United FC
Kicks United FC (vollständiger Name: Kicks United Football Club) ist ein im Jahr 2005 gegründeter Fußballverein aus Anguilla. Der viermalige Landesmeister spielt in der Saison 2018 in der AFA League, der höchsten Spielklasse des Fußballverbands von Anguilla.

## Erfolge
- AFA League[2]

Meister: 2006/07, 2010/11, 2011/12, 2014/15